# Forza Motorsport 6
Forza Motorsport 6 – komputerowa gra wyścigowa wyprodukowana przez amerykańskie studio Turn 10 Studios. Gra została wydana 15 września 2015 roku przez Microsoft Studios na platformę Xbox One. Wersja na platformę PC została wydana 6 września 2016 roku pod tytułem Forza Motorsport 6: Apex. Jest to szósta część z serii Forza Motorsport.

## Wydanie i odbiór
Gra została zapowiedziana 13 stycznia 2015 roku podczas pokazu samochodowego North American International Auto Show. 28 sierpnia prace nad grą zostały zakończone, a 1 września została wydana wersja demonstracyjna gry. Gra została wydana przez Microsoft Studios 15 września 2015 roku na platformę Xbox One. Gra zajęła drugie miejsce na liście sprzedaży gier na konsole PlayStation 4 i Xbox One w Wielkiej Brytanii. Gra została sprzedana w milionie egzemplarzy. 18 maja 2016 roku do gry został wydany dodatek NASCAR Expansion. 6 września gra została wydana pod tytułem Forza Motorsport 6: Apex na platformę PC.